# Chinese Annals of Mathematics, Series B
Chinese Annals of Mathematics, Series B is een internationaal, aan collegiale toetsing onderworpen wetenschappelijk tijdschrift op het gebied van de wiskunde. De naam wordt in literatuurverwijzingen meestal afgekort tot Chin. Ann. Math. Het wordt sinds 2005 uitgegeven door Springer Science+Business Media; daarvoor door World Scientific. Het verschijnt tweemaandelijks. Het eerste nummer verscheen in 1983.